# أوقست فينتر
أوقست فينتر (بالألمانية: August Winter) هو عسكري ألماني، ولد في 18 يناير 1897 في ميونخ في ألمانيا، وتوفي في 16 فبراير 1979.
1. 1 2 3  Nuremberg Trials Project (بالإنجليزية), QID:Q78909371